# Filago filaginoides
Filago filaginoides là một loài thực vật có hoa trong họ Cúc. Loài này được (Kar. & Kir.) Wagenitz mô tả khoa học đầu tiên năm 1969.